# Савоч (округ)
Саво́ч (англ. Saguache County) — округ в штате Колорадо, США. Официально образован в 1866 году. По состоянию на 2010 год, численность населения составляла 6 108 человек.

## География
По данным Бюро переписи США, общая площадь округа равняется 8 210,308 км2, из которых 8 207,718 км2 суша и 4,403 км2 или 0,050 % это водоёмы.

## Население
По данным переписи населения 2000 года в округе проживает 5 917 жителей в составе 2 300 домашних хозяйств и 1 557 семей. Плотность населения составляет 1,00 человек на км2. На территории округа насчитывается 3 087 жилых строений, при плотности застройки менее 1,00-го строения на км2. Расовый состав населения: белые — 71,29 %, афроамериканцы — 0,12 %, коренные американцы (индейцы) — 2,06 %, азиаты — 0,46 %, гавайцы — 0,00 %, представители других рас — 23,00 %, представители двух или более рас — 3,08 %. Испаноязычные составляли 45,26 % населения независимо от расы.
В составе 33,40 % из общего числа домашних хозяйств проживают дети в возрасте до 18 лет, 52,70 % домашних хозяйств представляют собой супружеские пары проживающие вместе, 11,00 % домашних хозяйств представляют собой одиноких женщин без супруга, 32,30 % домашних хозяйств не имеют отношения к семьям, 26,90 % домашних хозяйств состоят из одного человека, 7,70 % домашних хозяйств состоят из престарелых (65 лет и старше), проживающих в одиночестве. Средний размер домашнего хозяйства составляет 2,56 человека, и средний размер семьи 3,15 человека.
Возрастной состав округа: 28,40 % моложе 18 лет, 7,90 % от 18 до 24, 26,00 % от 25 до 44, 26,90 % от 45 до 64 и 26,90 % от 65 и старше. Средний возраст жителя округа 37 лет. На каждые 100 женщин приходится 101,70 мужчин. На каждые 100 женщин старше 18 лет приходится 99,70 мужчин.
Средний доход на домохозяйство в округе составлял 25 495 USD, на семью — 29 405 USD. Среднестатистический заработок мужчины был 25 158 USD против 18 862 USD для женщины. Доход на душу населения составлял 13 121 USD. Около 18,70 % семей и 22,60 % общего населения находились ниже черты бедности, в том числе — 27,60 % молодёжи (тех, кому ещё не исполнилось 18 лет) и 12,50 % тех, кому было уже больше 65 лет.